# Kenefick (Teksas)
Kenefick je gradić u američkoj saveznoj državi Teksas. Prema popisu stanovništva iz 2010. u njemu je živjelo 563 stanovnika.